# Isostola philomela
Isostola philomela là một loài bướm đêm thuộc phân họ Arctiinae, họ Erebidae.